# Flink (bogserbåt, 1973)
Denna artikel avser den 1973 i Tyskland byggda bogserbåten Flink. För den i Sverige 1917 byggda bogserbåten med samma namn, se Flink (bogserbåt,1917)

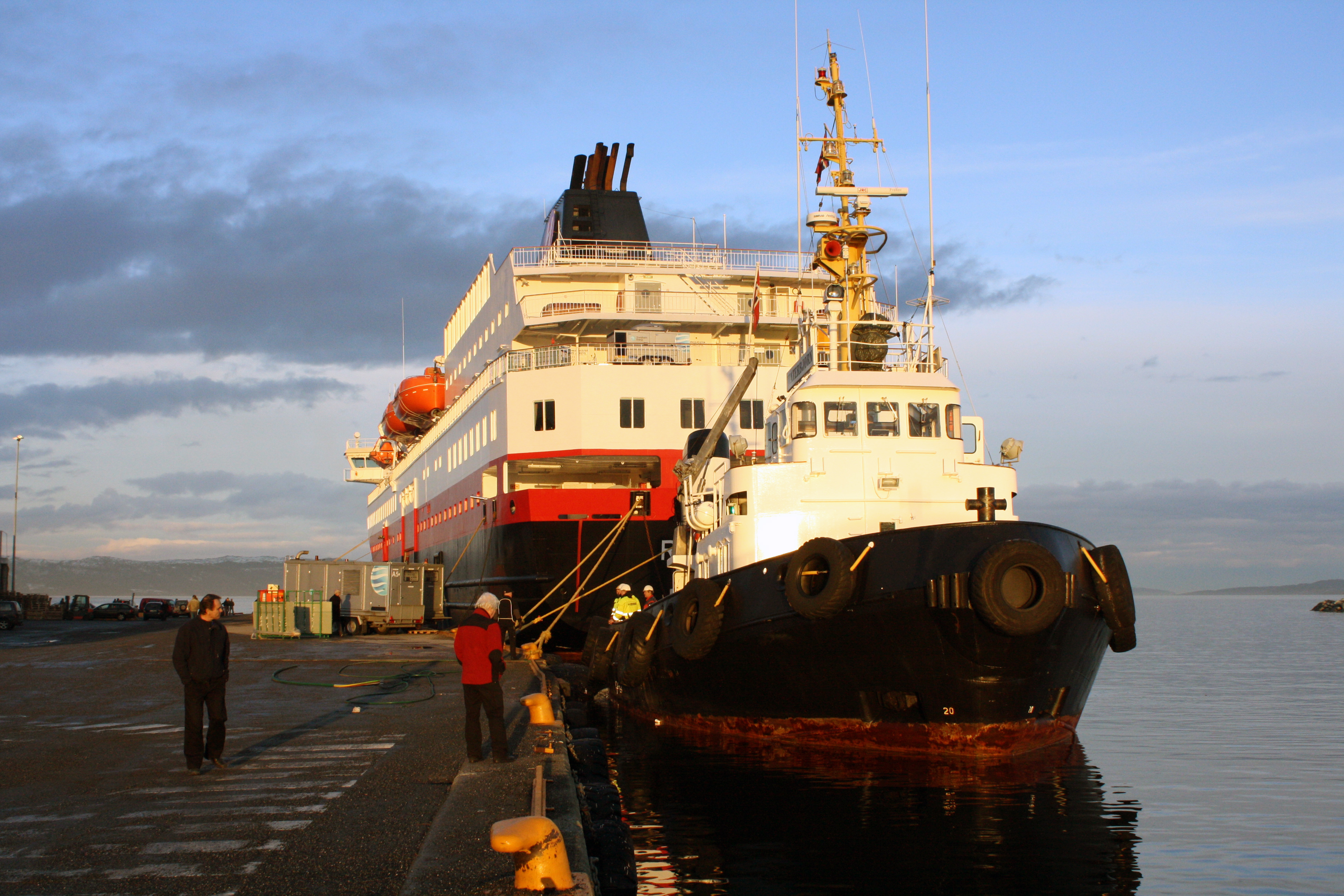
Waterbjørn med hurtigrutefartyget Richard With i Trondheim, 2009

Flink är en bogserbåt, som byggdes 1973 av Sieghold-Werft i Bremerhaven i Tyskland som Bugsier 4 för Bugsier-Reederei- und Bergungs AG i Hamburg.
Bugsier 4 såldes 1997 till Kristiansund Taubåtservice A/S i Kristiansund och omdöptes till Waterbjørn. Hon köptes 2018 av Kalmar hamn och omdöptes till Flink. Hon ersatte där Pampus som hamnbogserare. 